# Anselmo J. Benítez
Anselmo Jacinto Benítez Expósito (Santa Cruz de Tenerife, 1859-Santa Cruz de Tenerife, 1937) fue un impresor, anticuario, político español y pionero del turismo en Tenerife.

## Biografía
Nació en Santa Cruz de Tenerife en 1859. Hijo de Bibiana de la Concepción Expósito y José Jacinto Benítez Gutiérrez.A los 10 años comenzó a trabajar en la imprenta familiar (Imprenta Benítez) que fundó su padre en 1863, situada en la calle San Francisco nº 8 de Santa Cruz de Tenerife, recibiendo un salario como cualquier otro operario de la empresa.

### Coleccionista
Persona autodidacta, con 15 años tenía una apreciable colección de minerales, grabados, objetos artísticos y arqueológicos que era muy visitada en el domicilio paterno de la calle San Martín. Con estos materiales y sus amplios conocimientos de Historia, Cartografía, Ciencias Naturales y Antropología del Archipiélago canario, en 1874 fundó el Museo «Villa Benítez», creado con el fin de exhibir colecciones de muestras de minerales, grabados, objetos artísticos y arqueológicos.

### Empresario
En 1891 le compró a su padre el negocio de la imprenta y la casa colindante, construyendo en el solar resultante del derribo un bello y amplio edificio que albergaría la nueva industria y su vivienda familiar. La imprenta llegaría a ser el máximo exponente de las artes gráficas en Canarias, pues disponía de las más avanzadas técnicas tipográficas donde se tiraba la prensa diaria y se elaboraban distintas ediciones bibliográficas.
Es considerado uno de los pioneros del turismo en Tenerife, al construir en 1909 el Hotel-Restaurante Villa Benítez en la finca de su propiedad, situada a 4 kilómetros de Santa Cruz,que era además Museo, Archivo y Biblioteca.

### Vida pública
En 1894 fue elegido concejal del Ayuntamiento de Santa Cruz de Tenerife, desarrollando durante 14 años una importante labor en los diferentes cargos que desempeñó como teniente de Alcalde, o delegado de Festejos, Personal, Paseos Públicos, Cementerios, Policía Urbana y Seguridad, Aguas y Montes.Logró salvaguardar la Fuente de la Pila, la primera fuente pública de Santa Cruz, único elemento ornamental que se conserva del siglo XVIII.
Fue miembro fundador del Gabinete Instructivo, de la Sociedad Económica de Amigos del País de Santa Cruz, de la Cámara Oficial de Comercio, Industria y Navegación, del Instituto de Estudios Canarios, de la Comisión Provincial de la Cruz Roja, de la Junta contra la Tuberculosis, del Sindicato ABC de las Islas Canarias, etc.
Realizó una importante labor de mecenazgo en todos aquellos trabajos que tenían relación con la historia, literatura y temas relacionados con las islas Canarias, cuya financiación muchas veces tomaba a su cargo.

### Últimos años
Los últimos años de su vida los pasó en su Museo y Biblioteca, entretenido con sus lecturas y colecciones y recibiendo personalmente a visitantes y estudiosos.Tras su fallecimiento, en 1949 el Cabildo de Tenerife adquirió el Museo de Villa Benítez y sus colecciones fueron a los fondos del Museo de la Naturaleza y la Arqueología, y su fondo bibliográfico fue depositado en la Biblioteca Municipal de Santa Cruz de Tenerife.Una de las piezas más curiosas donadas a las colecciones botánicas del Museo es una enorme semilla conocida como “coco de mar” (Lodoicea maldivica).

## Premios y reconocimientos
- Un barrio de Santa Cruz de Tenerife lleva el nombre de Villa Benítez.
- Una calle de Santa Cruz de Tenerife lleva su nombre. Transcurre desde la Rambla Pulido a la calle Juan Pablo II.[4]

## Vida personal
Se casó con Isabel Tugores Galván y tuvieron seis hijas y dos hijos, entre ellos, Adalberto Benitez.